# Frauen-Volleyballnationalmannschaft der Republik Kongo
Die Frauen-Volleyballnationalmannschaft der Republik Kongo ist die Auswahl von Volleyballspielern der Republik Kongo, welche die Fédération Congolaise de Volley-ball (FECOVO) auf internationaler Ebene, beispielsweise in Freundschaftsspielen gegen die Auswahlmannschaften anderer nationaler Verbände, aber auch bei internationalen Wettbewerben repräsentiert. 1964 trat der nationale Verband dem Weltverband Fédération Internationale de Volleyball (FIVB) bei. Im August 2012 wurde die Mannschaft auf Platz 112 der Weltrangliste geführt.

## Internationale Wettbewerbe

### Die Republik Kongo bei Weltmeisterschaften
Die Mannschaft konnte sich bisher nicht für eine Weltmeisterschaft qualifizieren.

### Die Republik Kongo bei Olympischen Spielen
Bisher gelang es der Mannschaft nicht, sich für die olympischen Wettbewerbe zu qualifizieren.

### Die Republik Kongo bei Afrikameisterschaften
Die Mannschaft kann bisher keine Teilnahmen an der Afrikameisterschaft vorweisen:
| - 1976: nicht qualifiziert - 1985: nicht qualifiziert - 1987: nicht qualifiziert - 1989: nicht qualifiziert - 1991: nicht qualifiziert - 1993: nicht qualifiziert - 1995: nicht qualifiziert - 1997: nicht qualifiziert | - 1999: nicht qualifiziert - 2001: nicht qualifiziert - 2003: nicht qualifiziert - 2005: nicht qualifiziert - 2007: nicht qualifiziert - 2009: nicht qualifiziert - 2011: nicht qualifiziert |

### Die Republik Kongo bei den Afrikaspielen
Die Frauen-Volleyballnationalmannschaft der Republik Kongo nahm bisher nicht an den Wettbewerben der Afrikaspiele teil.

### Die Republik Kongo beim World Cup
Die Republik Kongo kann bisher keine Teilnahme am World Cup – dem Qualifikationsturnier für die Olympischen Spiele – vorweisen.

### Die Republik Kongo beim World Grand Prix
Der World Grand Prix fand bisher ohne Beteiligung der Republik Kongo statt.